# Daniel Balon
Daniel Balon (* 29. října 1969) je bývalý československý fotbalista.

## Fotbalová kariéra
V československé lize hrál za Duklu Banská Bystrica. Nastoupil v 1 ligovém utkání. Ve druhé nejvyšší soutěži hrál za SK Železárny Třinec.

## Ligová bilance
| Ročník                                   | Zápasy | Góly | Minuty | Klub                  |
| ---------------------------------------- | ------ | ---- | ------ | --------------------- |
| 1. československá fotbalová liga 1988/89 | 1      | 0    | 18     | Dukla Banská Bystrica |
| 2. česká fotbalová liga 1995/96          | 25     | 4    | -      | SK Železárny Třinec   |
| CELKEM                                   | 1      | 0    | 18     |                       |